# Frat Party at the Pankake Festival
Frat Party at the Pankake Festival je první DVD americké rockové skupiny Linkin Park, které vyšlo 20. listopadu 2001 u vydavatelství Warner Records. Producenty DVD byli Bill Berg-Hillinger, Joe Hahn, David May a Angela Smith.

## Synopse
Snímek dokumentuje turné kapely Linkin Park na podporu jejich debutového alba Hybrid Theory. Obsahuje všechny čtyři dosavadní videoklipy kapely. Dále také zahrnuje bonusové speciální funkce a několik skrytých easter eggů, které odemykají ještě další bonusové speciální funkce alba.

## Seznam skladeb
| Pořadí | Název                    | Délka |
| ------ | ------------------------ | ----- |
| 1.     | "Intro"                  | 1:51  |
| 2.     | "Papercut"               | 3:12  |
| 3.     | "Beginnings"             | 5:24  |
| 4.     | "Points of Authority"    | 3:30  |
| 5.     | "The Live Show"          | 3:17  |
| 6.     | ""Crawling" Video Shoot" | 1:21  |
| 7.     | "Crawling"               | 3:35  |
| 8.     | "Touring"                | 9:28  |
| 9.     | "Cure for the Itch"      | 0:54  |
| 10.    | "The Band"               | 7:56  |
| 11.    | "One Step Closer"        | 2:55  |
| 12.    | "The Future"             | 2:43  |
| 13.    | "In the End"             | 3:36  |
| 14.    | "End"                    | 0:16  |

| Speciální funkce | Speciální funkce                                 | Speciální funkce |
| Pořadí           | Název                                            | Délka            |
| ---------------- | ------------------------------------------------ | ---------------- |
| 1.               | "Making of In the End Video"                     | 12:42            |
| 2.               | "Crawling Live Music Video with Multiangles"     | 4:07             |
| 3.               | "Mike and Joe's Art Piece"                       | 1:35             |
| 4.               | "Chester's Tattoos"                              | 1:23             |
| 5.               | "Crawling Bryson Bluegrass Version" (audio only) | 4:06             |
| 6.               | "High Voltage" (audio only)                      | 3:45             |
| 7.               | "My December" (audio only)                       | 4:23             |
| 8.               | "LPTV"                                           | 12:22            |
| 9.               | "Weblink"                                        |                  |

## Obsazení

### Linkin Park
- Chester Bennington – hlavní vokály
- Rob Bourdon – bicí
- Brad Delson – sólová kytara
- Joe Hahn – DJ, samplování
- Dave "Phoenix" Farrell – basová kytara
- Mike Shinoda – MC, zpěv, beaty, samplování, rytmická kytara